# Galacho de La Cartuja

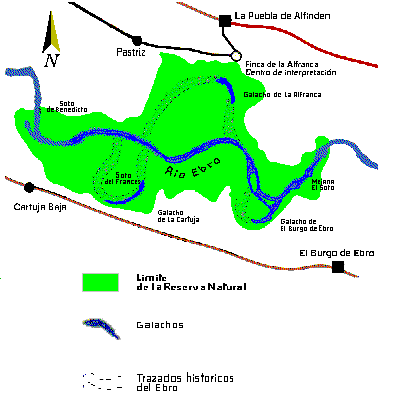
Mapa de los Galachos.

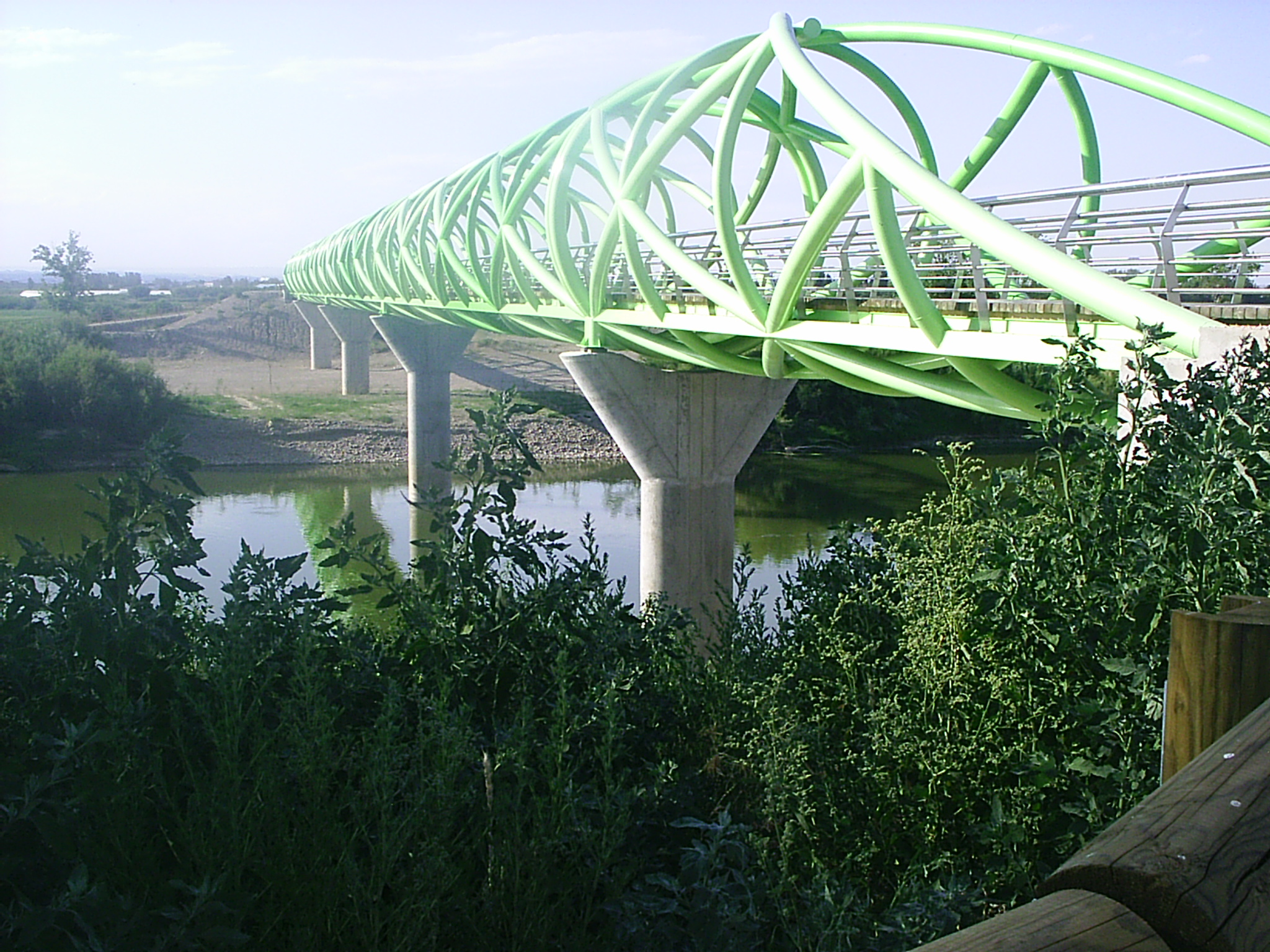
Pasarela peatonal

El galacho de La Cartuja se sitúa en La Cartuja Baja, perteneciente a la ciudad de Zaragoza (Comarca Central, provincia de Zaragoza, Aragón, España). Se encuentra en el tramo medio del valle del Ebro, a unos 10 km aguas de Zaragoza, junto a los Galachos de La Alfranca y el Burgo de Ebro, formando la reserva natural dirigida de los Sotos y Galachos del Ebro.

## Generalidades
Un galacho se trata de un antiguo meandro del río abandonado por sucesivas modificaciones de su cauce.

## Flora y fauna
Próximas a la orilla, inundadas casi permanentemente, se pueden observar praderas de pastalum en el río y aneas y carrizos en los galachos.
- Datos: Q5874013